# Donje Leviće
Donje Leviće (Servisch cyrillisch Доње Левиће) is een plaats in de Servische gemeente Brus. De plaats telt 87 inwoners (2002).